# Sido Harjo
Sido Harjo is een bestuurslaag in het regentschap Merangin van de provincie Jambi, Indonesië. Sido Harjo telt 584 inwoners (volkstelling 2010).